# Germain Pinel
Pour les articles homonymes, voir Pinel.
Germain Pinel (Paris, vers 1600 - octobre 1661) est un luthiste et compositeur français.  

## Biographie
Son père Pierre Pinel était lui-même luthiste, comme plusieurs autres membres de la famille (notamment son frère François Pinel, et ses trois fils Jean-Baptiste, Jean et Séraphin). 
Germain est cité comme maître de luth en 1630. Il entre au service de la duchesse d'Orléans en 1645. À partir de 1647, il est appelé pour enseigner le luth au jeune Louis XIV, alors âgé de 9 ans. 
Il fait partie des musiciens de la Chambre du Roi pour le luth et le théorbe à compter de 1656. Avec des gages atteignant 2 000 livres, il compte alors parmi les musiciens de premier rang. Sa succession montre qu'il avait un train de vie tout à fait confortable.
En 1658, sa charge passe à son fils Séraphin, qui, malgré des débuts prometteurs, n'apparaît plus en tant que luthiste après la mort de son père, en 1661. 

## La musique de Germain Pinel
Plus de 80 pièces pour le luth et un prélude non mesuré pour le théorbe attribués à Pinel nous sont parvenues. Le tiers de ces œuvres proviennent du manuscrit Ms. Schwerin 641, rédigé vers 1651. Celui-ci a été rédigé à deux mains, l'une d'elles pourrait être celle de Pinel lui-même.
La plupart de ses compositions sont des danses : allemande, courante, sarabande et gigue.
Il est cité par le maître de Mary Burwell, qui dit de lui, après sa mort, que « son jeu était gai et mélodieux. Il composait ses pièces avec une grande facilité ». Le Ennemond « Le vieux » Gaultier lui-même le citait parmi les maîtres de son temps.
En 2014, le luthiste portugais Miguel Serdoura lui consacre un disque pour le label hollandais Brilliant Classics, intitulé Les Rois de Versailles.

## Source
- Monique Rollin et Jean-Michel Vaccaro, Œuvres de Pinel, Paris, CNRS, coll. « Corpus des luthistes français », 1982, 1re éd., 201 p. (ISBN 2-222-03147-8), p. XXIII